# Gammelholm Toldkammer
Gammelholm Toldkammer, Havnegade 44 i København, er tegnet af arkitekt Kristoffer Varming. Bygningen er fuldført 1937 i funktionalistisk stil. Oprindeligt blev bygningen brugt til fortoldning af varer og billetsalg for skibe til og fra Sverige.
Senere overtog Scandlines bygningen og færgefarten til Sverige. Fra 2006 til 2013 havde restaurant Custom House til huse i bygningen, indrettet af den engelske designer Terence Conran. Efter Custom Houses konkurs overtog blandt andre Claus Meyer og Niels Lan Doky stedet, og i oktober 2013 åbnede de The Standard, med tre restauranter, en jazzklub og bar. 
Bygningens oprindelige stålvinduer er blevet erstattet af termovinduer.